# منتخب البوسنة والهرسك لكرة القدم للسيدات
منتخب البوسنة والهرسك لكرة القدم للسيدات هو ممثل البوسنة والهرسك الرسمي في المنافسات الدولية في كرة القدم في فئة كرة قدم نسائية.